# Аэд мак Эхах
Аэд мак Эхах (Айд мак Эхах; др.‑ирл. Áed mac Echach; погиб в 575) — король Коннахта (557—575) из рода Уи Бриуйн.

## Биография
Аэд был сыном правителя Коннахта Эху Тирмхарны. Согласно средневековым генеалогиям, он принадлежал к Уи Бриуйн Ай, одной из ветвей рода Уи Бриуйн. По сообщениям «Анналов Тигернаха», король Эху умер в 556 году, а Аэд взошёл на престол Коннахат в 557 году.
Однако современные историки отмечают возможную малодостоверность данных средневековых исторических источников о ранней истории рода Уи Бриуйн. Так, Ф. Д. Бирн считал генеалогию Эху Тирмхарны «чрезвычайно сомнительной» и носящей «признаки фальсификации». Возможно, прославление живших в VI веке представителей Уи Бриуйн началось только в VIII веке, когда этот род действительно стал одним из наиболее влиятельных коннахтских семейств. Предполагается, что этим может быть объяснено присутствие в некоторых источниках сведений о том, что после смерти Эху престол Коннахта перешёл не к его сыну Аэду, а к представителю коннахтского семейства Уи Фиахрах. В том числе, в списке коннахтских королей из «Лейнстерской книги» указано, что после Эху престолом сначала в течение трёх лет владел Ферадах мак Роса из Уи Фиахрах, а затем ещё столько же Маэл Котайд мак Маэл Умай. Однако в этой части списка коннахтских монархов содержатся ошибки: например, король Аэд наделяется двадцатью двумя годами правления.

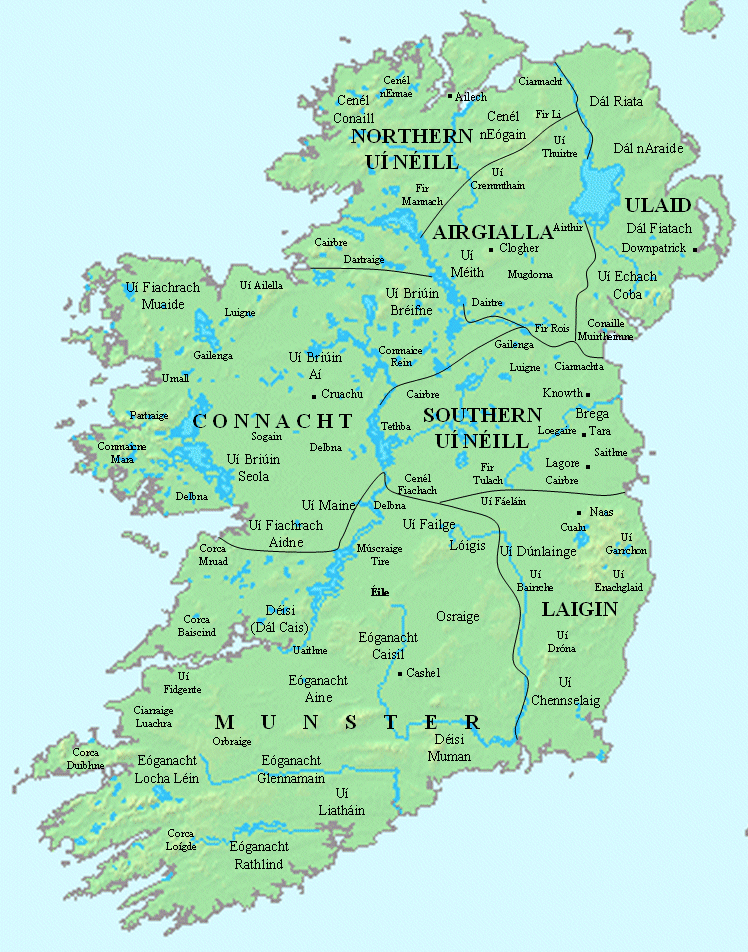
Ирландия в Раннее Средневековье

По свидетельству ирландских анналов, в 559 году Курнан, сын Аэда мак Эхаха, убил одного из своих врагов на проводимом верховным королём Ирландии Диармайтом мак Кербайллом «празднике Тары». За это преступление он по приказу верховного короля был казнён. Диармайта не остановило даже то, что Курнан, ища спасения от наказания, укрылся в келии святого Колумбы. В «Анналах четырёх мастеров» повествуется, что слуги силой вырвали Курнана прямо из рук его покровителя. По свидетельству «Анналов Тигернаха» и «Хроники скоттов», именно игнорирование верховным королём заступничества Колумбы привело к вражде между святым и Диармайтом.
Согласно же другим свидетельствам, поводом для конфликта стало тайное копирование Колумбой Псалтиря, принадлежавшего его другу Финниану Мовильскому. Считается, что написанным рукой Колумбы манускриптом был частично сохранившийся до наших дней «Катах» («Боец»). Так как книги в VI веке были очень большой ценностью, Финниан попросил Колумбу отдать ему сделанную тем копию, а после того как тот отказался выполнить эту просьбу, заручился поддержкой Диармайта мак Кербайлла. В свою очередь, Колумба попросил защиты у своих родственников из числа Северных Уи Нейллов. В результате возникла направленная против Диармайта коалиция, в которую вошли двоюродные братья Колумбы, король Кенел Конайлл Айнмере мак Сетнай и Ниннид мак Дуах, совместно правившие Айлехом братья Форггус мак Муйрхертайг и Домналл Илхелгах из Кенел Эогайн, а также король Коннахта Аэд мак Эхах. Возможно, для правителей Северных Уи Нейллов обращение Колумбы за помощью было лишь предлогом к началу мятежа против верховного короля. Истинными же их намерениями, вероятно, было устранение Диармайта с последующим возведением кого-либо из участников мятежа в верховные короли Ирландии.
Предполагается, что Диармайт мак Кербайлл первым начал военные действия. Он дошёл с войском до владений своих врагов в Слайго и здесь встретился с их армией на поле битвы. Средневековые авторы сообщают, что в сражении при Кул Древне Диармайт был наголову разгромлен своими противниками, потеряв три тысячи воинов убитыми, в то время как в войске союзников погиб лишь один воин. Современные историки оценивают итоги битвы при Кул Древне как «величайшую неудачу» верховного короля Диармайта. Раскаяние Колумбы в том, что он был инициатором столь великого кровопролития, в 563 году привело к его отъезду в земли британских скоттов и началу христианизации им местного населения
По сообщению «Анналов Тигернаха», Аэд мак Эхах погиб в 575 году в сражении при Баге. Его победителями названы люди из Уи Бриуйн. Это сообщение анналов — первое по времени упоминание о роде Уи Бриуйн в средневековых исторических источниках. Исследуя эти данные, Ф. Д. Бирн предположил, что они свидетельствуют о невозможности принадлежности Аэда к Уи Бриуйн. По мнению этого историка, связь Аэда мак Эхаха с этим родом — попытка средневековых ирландских авторов прославить своих современников, выходцев из Уи Бриуйн, указав в качестве их предков некоторых известных им ранних правителей Коннахата. В качестве ещё одного довода в пользу сомнений в принадлежности Аэда к Уи Бриуйн Ф. Д. Бирн приводил известие жития Брендана Клонфертского о получении этим святым от короля Аэда мак Эхаха в дар селения Энах Дуйн (современного Аннадауна), находившегося далеко от земель Уи Бриуйн. В свою очередь, историк Т. Чарльз-Эдвардс считал достоверными средневековые сведения о родственных связях Аэда, утверждая, что тот до своего участия в сражении при Кул Древне был ставленником Диармайта мак Кербалла, поддерживавшего представителя Уи Бриуйн как противника влиятельного коннахтского рода Уи Фиахрах.
После гибели Аэда мак Эхаха престол Коннахта унаследовал его сын Уату мак Аэдо.